# Ivana Cabrnochová
Ivana Cabrnochová (* 25. srpna 1974 Praha) je česká politička, pedagožka zdravotně postižených a zdravotní laborantka v oboru klinická biochemie, od září 2014 do října 2016 senátorka za obvod č. 22 – Praha 10, v letech 2012 až 2014 místostarostka Městské části Praha 10. Mezi roky 2006 a 2018 byla členkou Strany zelených, v roce 2018 kandidovala jako nestranička za hnutí Pro Prahu, v roce 2022 se účastnila voleb jako členka SNK ED.

## Vzdělání a pracovní praxe
Absolvovala základní školu v Břečťanové ulici na Zahradním Městě v Praze 10, později střední zdravotnickou školu na Alšově nábřeží v Praze (obor zdravotní laborantka). V letech 1994–1995 pracovala v nemocnici Motol v oddělení klinické hematologie a krevní transfuze. Poté mezi roky 1995–2002 pracovala v Nemocnici Na Homolce v oddělení klinické biochemie. Zde se mj. podílela pod vedením prof. Josefa Hyánka na výzkumu metabolismu aminokyseliny homocystein a na její vliv zejména na těhotenskou populaci.
V roce 2000 zahájila studium na Fakultě tělesné výchovy a sportu Univerzity Karlovy v Praze, obor tělesná a pracovní výchova zdravotně postižených. V roce 2006 zde svá studia ukončila získáním titulu magistra.

## Politické a veřejné funkce

### Působení ve Straně zelených
Od roku 2006 do roku 2018 byla členkou Strany zelených (SZ). V rámci Strany zelených Cabrnochová dlouhodobě[kdy?] předsedala základní organizaci v Praze 10, od roku 2011 byla členkou rady krajské organizace v Praze. Od ledna 2013 byla členkou republikové rady SZ.
V prosinci 2014 přijala rada krajské organizace Strany zelených usnesení, ve kterém konstatovala, že základní organizace SZ na Praze 10 poškozuje dobré jméno Stany zelených, a to podporou účelového rozdělení termínů konání referend, souběhem placených funkcí Cabrnochové a politickými kompromisy, které překročily přijatelné hranice. Zastupitele včetně Cabrnochové vyzvali k vypovězení koaliční smlouvy a odchodu do opozice. Pro toto usnesení hlasovali 4 z 5 přítomných členů orgánu. Cabrnochová tuto kritiku odmítla slovy: "Usnesení považuji za klasický kolorit před lednovým sjezdem Strany zelených. Jako reprezentantka realistického proudu Strany zelených jsem kritizována za koalici na stejném půdorysu, která vznikla na magistrátu." V červnu 2018 přijala schůze Strany zelených v Praze 10 usnesení vyjadřující nedůvěru Ivaně Cabrnochové, což označila za vyvrcholení levičáckého převratu v místní organizaci.[zdroj?] Své členství v SZ ukončila Cabrnochová v roce 2018 (tj. po 12 letech) společně s dalšími členy místní organizace.

### Senátorka

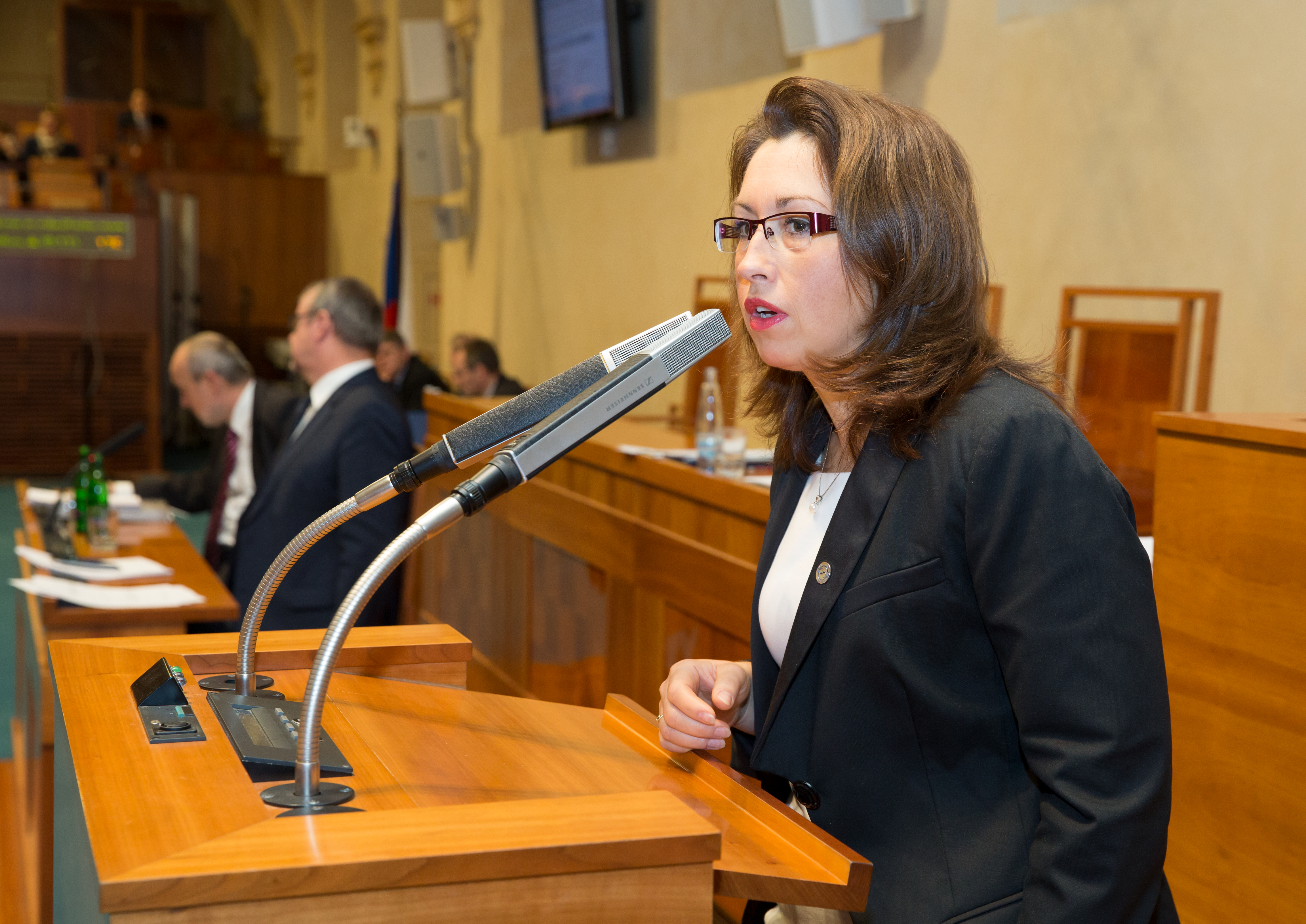
Ivana Cabrnochová hovoří na schůzi Senátu Parlamentu České republiky

Ivana Cabrnochová kandidovala za volební koalici SZ a ČSSD v doplňovacích volbách do Senátu PČR v roce 2014 v obvodu č. 22 – Praha 10, kde se uvolnilo místo po Jaromíru Štětinovi, když byl v květnu 2014 zvolen do Evropského parlamentu.
Se ziskem 15,83 % hlasů těsně vyhrála první kolo a postoupila do kola druhého.
Ve druhém kole ji vedle sociálních demokratů a zelených podpořil předseda pražské TOP 09 Jiří Vávra. Mezi podporovatele se zařadili mj. Eliška Wagnerová, Ondřej Liška, Bohuslav Sobotka nebo Antonín Panenka.
Ve druhém kole porazila svou soupeřku Janu Duškovou (nestraničku za ANO 2011), když získala 50,91 % hlasů. Její mandát senátorky trval do řádných voleb, které se konaly na podzim 2016 a ve kterých svůj mandát neobhájila. Porazila ji Renata Chmelová z koalice občanských sdružení VLASTA.
Ivana Cabrnochová se stala historicky první členkou Strany zelených, která byla zvolena do horní komory parlamentu (Libor Michálek, Jaromír Štětina i Eliška Wagnerová či Václav Láska byli stranou nominovaní nestraníci). Zároveň byla do té doby historicky nejmladší členkou senátu v novodobé historii. V momentu zvolení jí bylo 40 let, 1 měsíc a 2 dny.
Volební kampaň a zvolení Cabrnochové provázely kontroverze. V den voleb visely v některých školách, kde volby probíhaly, její předvolební plakáty, což zakazuje zákon. Zvolení Cabrnochové napadla u Nejvyššího správního soudu TOP 09, jejíž kandidátka Renata Sabongui se nedostala do druhého kola, přičemž za Duškovou zaostala o pouhých pět hlasů. Strana namítala, že šest obyvatel z domova pro seniory potvrdilo, že hlasovalo pro Sabongui, sečtený výsledek však byl pouhé 2 hlasy. Dále se strana domnívala, že seniory mohl někdo na posledních chvíli uvést v omyl. Soud návrh na zrušení výsledku senátních voleb v plném rozsahu zamítl, protože "soud vlastním přepočítáním ověřil počty odevzdaných hlasů pro jednotlivé kandidáty v prvním kole voleb a zjistil, že plně odpovídají údajům oficiálně zveřejněným Českým statistickým úřadem", a dále "tvrzení navrhovatelky A), že i pokud by nebyla zjištěna chyba při sčítání, mohlo dojít k uvedení voličů v omyl neznámou osobou ještě před hlasováním, bylo pouhou spekulací".
Ve volbách do Senátu PČR v roce 2016 svůj mandát v obvodu č. 22 – Praha 10 jako společná kandidátka SZ a ČSSD neobhájila (v prvním kole voleb získala 12,69 % hlasů a nepostoupila do druhého kola). Před druhým kolem podpořila kandidáta TOP 09 Jiřího Holubáře. Šla tak proti rozhodnutí své strany, která podpořila protikandidátku Renatu Chmelovou z koalice VLASTA.

#### Působení v Senátu
Po zvolení do horní komory českého parlamentu se Ivana Cabrnochová stala členkou Výboru pro zdravotnictví a sociální politiku, Stálé komise pro rozvoj venkova, Stálé komise pro práci Senátu a Platformy pro řešení imigrační krize a následnou integraci a inkluzi uprchlíků. Českou republiku zastupovala na konferencích Středoevropské iniciativy.

### Zastupitelka, radní, zástupkyně starosty Prahy 10
V komunálních volbách v roce 2006 byla za Stranu zelených zvolena zastupitelkou městské části Praha 10, přičemž díky preferenčním hlasům se dostala z 3. místa na 1. Mezi roky 2006–10 byla neuvolněnou zastupitelkou, předsedala komisi pro regeneraci památek. V komunálních volbách v roce 2010 mandát obhájila. Po odstoupení místostarosty Vladislava Lipovského (ODS) kvůli kauze Key Investments se v červnu 2012 stala místostarostkou pro územní a strategický rozvoj obce a cyklodopravu.[zdroj?] V zastupitelstvu předsedala společnému klubu SZ a Desítky pro domácí.[zdroj?]
V komunálních volbách v roce 2014 kandidovala jako členka SZ za Trojkoalici (tj. SZ, KDU-ČSL a STAN) do Zastupitelstva Hlavního města Prahy, ale neuspěla. Za Zelené však byla opět zvolena zastupitelkou Městské části Praha 10 (byla lídryní kandidátky). Na konci listopadu 2014 byla zvolena radní městské části.
Ve volbách do Zastupitelstva hlavního města Prahy v roce 2018 figurovala jako nestraník na 4. místě kandidátky hnutí Pro Prahu (HPP) pod názvem "STAROSTOVÉ PRO PRAHU", ale neuspěla. V městské části Praha 10 byla z pozice nestraníka za hnutí Pro Prahu lídrem kandidátky subjektu "STAROSTOVÉ PRO PRAHU – ZELENÁ PRO DESÍTKU" (tj. HPP a nezávislí kandidáti). Mandát zastupitelky MČ se jí podařilo obhájit.
V komunálních volbách v roce 2022 byla z pozice členky SNK ED lídryní kandidátky subjektu „Nezávislí pro Prahu – Zelená pro přátelskou desítku“ v Praze 10.

#### Působení v zastupitelstvu a v radě městské části
Ve volebním období 2006–2010 její komise pro regeneraci památek mj. doporučila financování sochy sv. Václava na kostel svatého Václava ve Vršovicích nebo chybějících zvonů na věži Husova sboru na Vinohradech.
Po volbě místostarostkou získala kompetence v oblasti územního a strategického rozvoje a cyklodopravy.[zdroj?] Během svého funkčního období se angažovala v těchto případech:
- Byla pověřená, aby předložila řešení budovy radnice, zda opravit stávající nebo postavit novou, což nesplnila. V únoru 2013 byla zvolena předsedkyní nově vzniklé Komise pro vytvoření vhodných prostor pro fungování Úřadu městské části Praha 10, jejímž cílem bylo najít nejlepší řešení pro budoucí sídlo úřadu.[32] Byla provedeno rozsáhlé dotazování veřejnosti, aby byly pojmenované naděje a rizika připravované novostavby nad zastávkou metra Strašnická.[33][34][35][36][37] Později byly rozpracovávány i další varianty, zejména rekonstrukce původní budovy a případný nákup jiné nemovitosti. Výsledkem jednání komise bylo rozhodnutí zastupitelstva vyhlásit výběrové řízení na novou budovu formou otevřeného výběrového řízení, kde rozhodující roli hraje nejnižší cena.[38] Došlo na srovnání nákladů na rekonstrukci, novostavbu na Strašnické a případné řešení v jiné lokalitě.[39] Cabrnochovou kritizovali někteří občanští aktivisté, že v období od června do září 2013 nesvolala žádné zasedání[40], následkem čehož na podzim 2013 rezignoval mediátor komise[41] a zástupci občanské veřejnosti. Podle Cabrnochové "...v určité chvíli se rozešly vize vedení obce a některých občanů zastoupených v komisi. Vedení obce usilovalo o soutěž více variant, protistrana o provedení drahé architektonické soutěže pro Strašnickou bez jistoty, že se tento projekt nakonec uskuteční." Následně byly do komise jmenováni noví zástupci.[42]
- Měla na starosti systém cyklistické dopravy, ale ten dosud není ucelený.[43][44][45]
- Iniciovala vznik systému mikrograntů Zásobník projektů – Město na míru, v rámci kterého občané Prahy 10 mohou získat příspěvek na sousedské akce nebo na revitalizaci veřejných míst.[46]
- Opakovaně podpořila účast Prahy 10 v rámci Dnů evropského dědictví, zejména pravidelným závěrečným koncertem Hudby Hradní stráže a Policie ČR v kostele sv. Václava ve Vršovicích.[47][48][49]
- Navrhla pražskému magistrátu sérii opatření, které mají zabránit opakování velké povodně v Záběhlicích v roce 2013, a kritizuje jejich pomalý průběh.[50]
- Prosadila zřízení deseti bytových jednotek pro lidi po úrazu míchy. Na projektu radnice spolupracuje s Českou asociací paraplegiků.[51]
- Připomínkovala revitalizaci Moskevské ulice ve Vršovicích včetně obnovy veřejného prostoru na základě připomínek památkářů, občanů nebo osob s hendikepem. Součástí stavby byla přestavba tramvajové trati, přeměna zastávek tramvaje na bezbariérové mysy, nepospojované cyklopruhy[52] a zákaz vjezdu automobilů.[53][54][55]
- Prosazovala dialog s veřejností o významných projektech, které jsou placené z veřejných rozpočtů nebo které zasahují do života významného množství obyvatel. Nejsou ovšem známy žádné významné výsledky tohoto dialogu.[56][57]
- Kritizovala údajně nedemokratický postup celopražské radnice při přípravě nového územního plánu.[58][59]
- Iniciovala vznik systému informačních cedulí s QR kódy na historických památkách, který funguje v rámci QRpedie.[60][61]
- Podpořila vznik velkoplošné malby Jana Kalába na Strašnické a dalších uměleckých děl v ulicích města.[62][63][64]
- Každoročně přijímala na radnici příslušníky běloruské opozice a hovořila s nimi o možnostech občanské aktivity v Česku a v Bělorusku.[65]
- Společně se Zdeňkem Vávrou a občany Bohdalce se zasadila o záchranu a obnovu školky na Sychrově.[66][67]

#### Ředitelka základní školy
Od roku 2020 je zaměstnaná jako ředitelka Církevní základní školy Mistra Jana Husa v Rakovníku.

## Ocenění
V roce 2013 získala druhé místo v soutěži Nadějná politička roku, kterou pořádá sdružení podporující rovný přístup k mužům a ženám Fórum 50 %.

## Rodina
Její otec Václav byl zaměstnancem hostivařské firmy Technometra, matka Zdeňka pracovala ve firmě obchodující s cyklistickými potřebami. Má tři děti. Ivana Cabrnochová není v žádném příbuzenském poměru s bývalým europoslancem Milanem Cabrnochem.